# Jennifer Rush

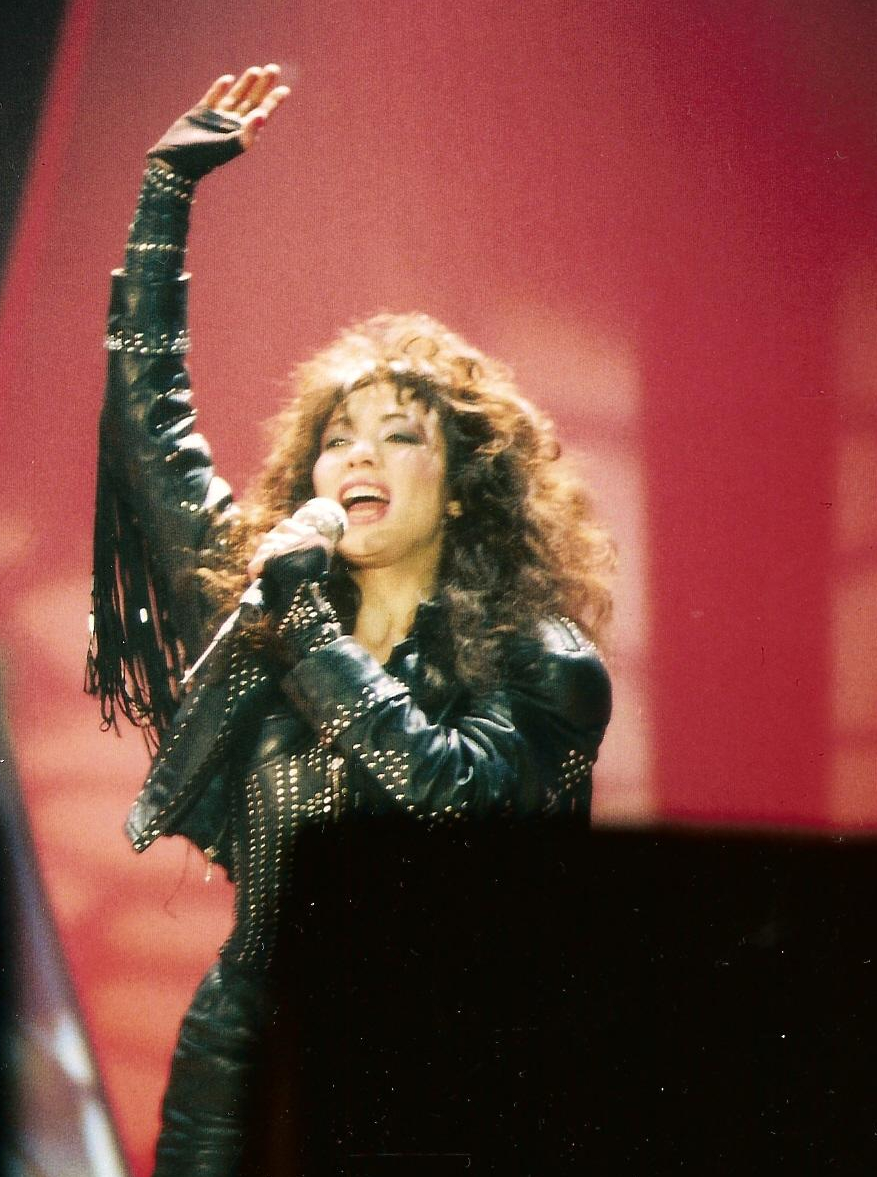
Jennifer Rush (1988)

Jennifer Rush (* 28. September 1960 als Heidi Stern in New York City) ist eine US-amerikanische Rock- und Pop-Sängerin. In den 1980er Jahren war sie vor allem im deutschsprachigen Raum erfolgreich. Sie wurde 1984 mit der Ballade The Power of Love bekannt, die später unter anderem von Laura Branigan und Céline Dion gecovert wurde.

## Leben

### Kindheit und Anfänge
Rush wurde 1960 im New Yorker Stadtteil Astoria im Stadtbezirk Queens geboren. In ihrer Familie genoss die Musik einen hohen Stellenwert; ihr Vater Maurice Stern sang als Tenor an der New York City Opera, ihre Mutter Barbara Stern war Pianistin. Jennifer Rush spielte die erste Geige in einem Begabten-Orchester und lernte das Violinspiel an der Juilliard School of Music. Sie hat zwei Geschwister: den Saxophonisten Bobby Stern und Stevie Stern, der ebenfalls in der Musikbranche tätig ist.
Rushs Vater kam aus beruflichen Gründen Ende der 1960er Jahre nach Europa und erhielt 1969 ein Engagement in Deutschland. Die Kinder besaßen keine Deutschkenntnisse; dennoch zog die Familie nach Flensburg um. Die neunjährige Jennifer besuchte dort zunächst ein Jahr lang die Grundschule, später mit ihrem Bruder die Waldorfschule in Rendsburg. Nach einem Jahr ging sie auf die amerikanische Schule in Wiesbaden. Dort blieb sie ein Jahr lang, denn  dann ließen sich ihre Eltern scheiden. Mit 15 entschied sich Rush, bei ihrer Mutter in New York zu leben, und beendete in den Vereinigten Staaten die High School.
Nach dem Schulabschluss zog Rush in eine Wohngemeinschaft und nahm Gelegenheitsarbeiten an. Dann verschlug es ihren Vater nach Seattle und sie zog mit ihrem Bruder Stevie zusammen. Ein Jahr lang tingelten die beiden mit einer Popband durch die Lande, Stevie als Gitarrist, Jennifer als Sängerin. Ihr Bruder Bobby, der in München geblieben war und sich dort einen Namen als Studiomusiker gemacht hatte, holte sie schließlich zu sich, um ihr Kontakte zu großen Plattenfirmen zu vermitteln. Ein Jahr lang wohnte Rush bei ihrer Stiefmutter Rita Loving; dort lernte sie bei ihrem ersten Auftritt mit einer Big Band ihren späteren Verlobten Steve Engebretson kennen, den Bassisten des Jochen-Brauer-Sextetts.

### Privatleben
Rush ist Jüdin. 1993 wurde ihre Tochter geboren. Nachdem sie einige Jahre in München und New York gelebt hatte, zog Rush mit ihr 2006 nach London. 2012 verkaufte sie ihr Appartement im New Yorker Stadtteil Manhattan.

## Karriere
Rush hatte 1979 unter ihrem bürgerlichen Namen Heidi Stern ein Album aufgenommen, das jedoch kein Erfolg war. Unter dem Künstlernamen Jennifer Rush wurde die im Frühjahr 1984 veröffentlichte Single 25 Lovers ihr erster Singleerfolg. Ihr deutsches Produzententeam, Gunther Mende und Candy de Rouge, komponierte für sie melodische Popsongs.
Im Januar 1985 stieg die Ballade The Power of Love in die Charts und entwickelte sich zu einem internationalen Erfolg. Das Lied wurde in Großbritannien die meistverkaufte Single einer Solokünstlerin in der Geschichte der britischen Plattenindustrie. Sie brachte Jennifer Rush die Auszeichnung mit einer Diamant-Schallplatte und den Eintrag ins Guinness-Buch der Rekorde ein. In Deutschland hielt sich die Single von Ende Januar 1985 bis Mitte Februar 1986 mit Unterbrechungen fast sieben Monate in den Charts, während sich in Spanien zeitgleich sowohl die englische als auch die spanische Version unter den Top 10 befanden.
Das erste Album Jennifer Rush fand sich kurz darauf auf Platz 2 der deutschen Charts wieder und wurde auch in Großbritannien ein Top-10-Erfolg. In Skandinavien belegte die LP ebenfalls Spitzenplätze und Rush wurde dort ebenso wie in Deutschland und Südafrika sehr beliebt. In Deutschland blieb die LP zwei Jahre in den Charts, erreichte Doppel-Platin und entsandte mit dem Discolied Ring of Ice einen weiteren Nummer-eins-Hit in Südafrika und kontinentalen Singleerfolg in Europa. In Großbritannien ließ ihr Erfolg nach, während er sich im übrigen Europa und in Südafrika fortsetzte.
Im Sommer 1985 erschien der Top-Five-Hit Destiny. Das zweite Album Movin’ stieg in Deutschland und Skandinavien auf Platz 1 der Charts ein. Es wurde mit Dreifach-Platin ausgezeichnet und in Deutschland das meistverkaufte Album des Jahres. Es enthielt mit der Ballade If You’re Ever Gonna Lose My Love einen weiteren Singlehit. In Südafrika war sie auch mit dem Lied Madonna’s Eyes erfolgreich. Im Erfolgssog von Movin’ kletterte auch das erste Album Jennifer Rush wieder in die Hitparaden und im November 1985 waren beide LPs gleichzeitig unter den ersten drei Plätzen der deutschen Albumcharts. Bei den meisten ihrer Lieder hatte Jennifer Rush sowohl an der Musik als auch an den Texten mitgearbeitet.
Im Herbst 1985 begann eine ausverkaufte Deutschlandtournee, für die ihr das sehr seltene Platinticket für besonders viele verkaufte Konzertkarten verliehen wurde. Ende des Jahres wurde Jennifer Rush mit der Goldenen Europa in der Kategorie Pop ausgezeichnet. Was sie noch wollte, war der Erfolg in ihrem Heimatland USA, wo ihre europäisch klingenden Lieder als Hausfrauenmusik eingestuft worden waren. Dazu zog sie nach New York zurück, wechselte das Produzententeam und arbeitete mit erfolgreichen US-Liederschreibern wie Rick Nowels (u. a. Madonna, Belinda Carlisle) oder Desmond Child (u. a. Bon Jovi, Cher) zusammen, und der Bon-Jovi-Gitarrist Richie Sambora übernahm die Gitarrenparts. Es entstand ein sehr amerikanisch klingendes, gitarrenlastiges Pop-Rock-Album, das aber wie die Vorgängeralben sehr melodiös war.
Das Album Heart over Mind stieg im Frühjahr 1987 wie sein Vorgänger auf Platz 1 der deutschen Charts ein und hielt diese Position zwölf Wochen. Es wurde mit Doppel-Platin für über 1 Million verkaufte Exemplare ausgezeichnet und landete in Deutschland auf Rang 2 der meistverkauften Alben des Jahres. In Skandinavien wurde die Platte auch ein Bestseller, wogegen in Amerika der Erfolg weitgehend ausblieb. Nur das ausgekoppelte Duett mit Elton John Flames of Paradise brachte ihr einen kleinen Achtungserfolg in den Vereinigten Staaten. Die Fans in Europa und Südafrika blieben ihr treu; Flames of Paradise wurde ein Top-10-Hit und mit dem Coversong I Come Undone (orig. 1983 von Ellen Shipley und Morrie Brown) sowie dem Titellied des Albums war sie in Deutschland ebenfalls erfolgreich. Die 1987er Tournee war mit über 200.000 verkauften Tickets allein in Deutschland außerordentlich erfolgreich. Rush gab mehrere zusätzliche Konzerte. Fans wie Kritiker lobten Jennifer Rushs Stimme, die live keinerlei Schwächen aufzeigte. Dafür wurde sie 1987 mit dem Musikpreis Berolina als erfolgreichste Sängerin des Jahres ausgezeichnet.
Das im Spätsommer 1988 erschienene Album Passion wurde erneut mit amerikanischen Liederschreibern eingespielt: Ric Wake (u. a. Anastacia, Céline Dion), Harold Faltermeyer und „Jellybean“ Benitez (u. a. Madonna), wobei Jennifer Rush weiterhin die Texte verfasste. Die Vorbestellungen waren enorm und bereits vor Veröffentlichung hatte Passion in Deutschland Goldstatus erreicht, wenige Wochen nach Erscheinens dann Platin. Mit You’re My One and Only enthielt es auch wieder einen Singleerfolg, obgleich die Singleverkäufe langsam zurückgingen. Mit Same Heart befand sich auf dem Album auch ein Duett mit dem in Europa zu dieser Zeit noch unbekannten Michael Bolton. Im November 1988 erhielt Jennifer Rush den Bambi als beste Popkünstlerin.
Im Herbst 1989 wurde das fünfte Album Wings of Desire veröffentlicht, das sehr soulig geprägt war und in Deutschland mit Gold ausgezeichnet wurde. Zur selben Zeit hatte Rush mit der Klassikpopnummer Till I Loved You im Duett mit dem spanischen Tenor Plácido Domingo nach vier Jahren wieder einen Singleerfolg in Großbritannien (# 24 in den Charts).
Anfang der 1990er Jahre wurde es ruhiger um Jennifer Rush, da sie ihren Plattenvertrag bei Sony Music nicht verlängert hatte. Dafür war sie 1990 in einem Gastauftritt im Film Feuer, Eis & Dynamit, in dem Roger Moore die Hauptrolle spielte, das erste Mal auf der Kinoleinwand zu sehen.
Das Best-of-Album The Power of Jennifer Rush wurde im Herbst 1991 auf Initiative der Plattenfirma veröffentlicht und erhielt in Deutschland eine Goldene Schallplatte. Rush, inzwischen zur Plattenfirma EMI gewechselt, kehrte erst im Herbst 1992 mit dem Album Jennifer Rush zurück, das den dynamischen Pop-Rock-Song Never Say Never enthielt, der nur ein mäßiger Singleerfolg wurde. Auch das Album, das wieder mit bekannten amerikanischen Produzenten wie Rick Nowels oder Desmond Child eingespielt wurde, konnte nicht an alte Erfolge anknüpfen.
Anfang 1995 kehrte Rush mit dem Album Out of My Hands in die Charts zurück, das stilübergreifend Pop, Dance und Soul miteinander verknüpfte. Mit dem Gitarristen der Band Queen, Brian May, nahm sie für diese Platte den Queen-Klassiker Who Wants to Live Forever neu auf, der nur in den Niederlanden ausgekoppelt wurde. Die erste in Deutschland veröffentlichte Single, die Ballade Tears in the Rain, verhalf dem Album zu besseren Verkaufszahlen als dem Vorgänger und schaffte es in die Top 15 der deutschen Albumcharts. Von diesem Album stammt mit Cry Baby außerdem die Titelmelodie der ARD-Serie Die Gerichtsreporterin. Im Jahr 1996 sang Jennifer Rush eine Werbemelodie für den Automobilhersteller Daewoo und erstmals auf Deutsch das Lied Farbenspiel des Winds aus dem Trickfilm Pocahontas.
Im Frühjahr 1997 folgte das Album Credo, das vor allem Gospels und afroamerikanisch geprägte Lieder enthielt. Das Ende 1998 herausgebrachte Album Classics enthält einige ihrer größten Hits, klassisch neu eingespielt mit dem ungarischen Philharmonieorchester, und neues Material. Nach elf Jahren ging Rush 1999 wieder auf Deutschlandtournee, die ausverkauft war. Die Sängerin bekam im Laufe ihrer Karriere neun Goldene und 19 Platin-Schallplatten verliehen. Allein in Deutschland gab es für ihre Tonträger zweimal Gold und achtmal Platin.
Im August 2007 veröffentlichte die Plattenfirma Sony BMG die 3-CD-Collection Stronghold – The Collector’s Hit Box, die ihre großen 1980er-Jahre-Hits sowie einige Raritäten enthält. Neben einem neuen Remix von I Come Undone sind zwei Lieder aus ihrer Zeit als Heidi Stern auf der Kompilation zu finden. Außerdem enthält die Box einige B-Seiten von Jennifer-Rush-Singles der frühen 1980er Jahre, die bislang ebenfalls noch nie auf CD erschienen waren. Viele ihrer großen Hits sind in seltenen Maxi-Versionen vertreten.
Mehrfach kündigte Rush auf ihrer Website ihr musikalisches Comeback an. Ab 2007 arbeitete sie in einem Londoner Studio an neuen Liedern. Ihr erstes Studioalbum seit 13 Jahren, Now Is the Hour, erschien im März 2010, erreichte Platz 21 in Deutschland und konnte sich fünf Wochen in den deutschen Charts halten. Im November 2021 wurde auf YouTube der neue Song Closer von Dominic Ghanbar feat. Jennifer Rush veröffentlicht. Im Dezember 2022 folgte ein Stereoact-Remix von Jennifer Rush, Ring of Ice.

## Diskografie
Studioalben

| Jahr | Titel           | Höchstplatzierung, Gesamtwochen, AuszeichnungChartplatzierungen (Jahr, Titel, Platzierungen, Wochen, Auszeichnungen, Anmerkungen) | Höchstplatzierung, Gesamtwochen, AuszeichnungChartplatzierungen (Jahr, Titel, Platzierungen, Wochen, Auszeichnungen, Anmerkungen) | Höchstplatzierung, Gesamtwochen, AuszeichnungChartplatzierungen (Jahr, Titel, Platzierungen, Wochen, Auszeichnungen, Anmerkungen) | Höchstplatzierung, Gesamtwochen, AuszeichnungChartplatzierungen (Jahr, Titel, Platzierungen, Wochen, Auszeichnungen, Anmerkungen) | Höchstplatzierung, Gesamtwochen, AuszeichnungChartplatzierungen (Jahr, Titel, Platzierungen, Wochen, Auszeichnungen, Anmerkungen) | Anmerkungen                                                  |
| Jahr | Titel           | DE | AT | CH | UK | US | Anmerkungen                                                  |
| ---- | --------------- | --- | --- | --- | --- | --- | ------------------------------------------------------------ |
| 1979 | Heidi           | — | — | — | — | — | Erstveröffentlichung: 1979 als Heidi Stern                   |
| 1984 | Jennifer Rush   | DE2 ×2Doppelplatin · (97 Wo.)DE                                                                                                   | AT5 (25 Wo.)AT | CH3 Platin · (25 Wo.)CH | UK7 Platin · (35 Wo.)UK | — | Erstveröffentlichung: 2. März 1984 Verkäufe: + 1.590.000     |
| 1985 | Movin’          | DE1 ×3Dreifachplatin · (65 Wo.)DE                                                                                                 | AT8 Gold · (28 Wo.)AT | CH1 Platin · (29 Wo.)CH | UK32 (5 Wo.)UK | — | Erstveröffentlichung: 7. Oktober 1985 Verkäufe: + 1.575.000  |
| 1987 | Heart over Mind | DE1 ×2Doppelplatin · (53 Wo.)DE                                                                                                   | AT9 (26 Wo.)AT | CH1 Platin · (34 Wo.)CH | UK48 (3 Wo.)UK | US118 (10 Wo.)US | Erstveröffentlichung: 13. Februar 1987 Verkäufe: + 1.200.000 |
| 1988 | Passion         | DE3 Platin · (22 Wo.)DE | AT24 (2 Wo.)AT | CH4 Gold · (16 Wo.)CH | — | — | Erstveröffentlichung: September 1988 Verkäufe: + 525.000     |
| 1989 | Wings of Desire | DE12 Gold · (20 Wo.)DE | — | CH13 Gold · (7 Wo.)CH | — | — | Erstveröffentlichung: 27. November 1989 Verkäufe: + 275.000  |
| 1992 | Jennifer Rush   | DE35 (10 Wo.)DE | — | CH38 (3 Wo.)CH | — | — | Erstveröffentlichung: 30. Oktober 1992                       |
| 1995 | Out of My Hands | DE15 (16 Wo.)DE | AT30 (3 Wo.)AT | CH28 (9 Wo.)CH | — | — | Erstveröffentlichung: 9. Februar 1995                        |
| 1997 | Credo           | DE26 (9 Wo.)DE | AT37 (2 Wo.)AT | — | — | — | Erstveröffentlichung: 24. März 1997                          |
| 2010 | Now Is the Hour | DE21 (5 Wo.)DE | AT51 (1 Wo.)AT | CH61 (2 Wo.)CH | — | — | Erstveröffentlichung: 5. März 2010                           |

grau schraffiert: keine Chartdaten aus diesem Jahr verfügbar